# Le Buisson-de-Cadouin
Le Buisson-de-Cadouin är en kommun i departementet Dordogne i regionen Nouvelle-Aquitaine i sydvästra Frankrike. Kommunen ligger i kantonen Le Buisson-de-Cadouin som tillhör arrondissementet Bergerac. År 2022 hade Le Buisson-de-Cadouin 1 954 invånare.

## Befolkningsutveckling
Antalet invånare i kommunen Le Buisson-de-Cadouin
Referens:INSEE